# Zolfaghar-Orden

Zolfaghar-Orden der Islamischen Republik Iran

Zolfaghar-Orden im Kaiserreich

Der Zolfaghar-Orden (persisch نشان ذوالفقار) ist die höchste militärische Auszeichnung des Iran. Der Orden wurde 1856 im Kaiserreich Persien als Auszeichnung des Befehlshabers der Gläubigen eingeführt. Der jetzige Name stammt aus dem Jahre 1925. Nach seiner Abschaffung 1979 wurde der Orden 2019 erstmals wieder verliehen.

## Geschichte
Die Bezeichnung des Ordens leitet sich von Dhū l-faqār bzw. Zulfiqar ab, dem berühmten Schwert des Kalifen Ali, Mohammeds Schwiegersohn. Die Einführung erfolgte im Jahre 1856 durch den Kadscharen-Schah Nāser ad-Din Schāh, zur Feier der Rückeroberung der heute afghanischen Stadt Herat. Zu jener Zeit war der Orden ausschließlich für den Schah reserviert. Der vorletzte Schah Reza Schah Pahlavi legte 1925 den jetzigen Namen fest und bestimmte den Zolfaghar-Orden als rein militärischen Orden.
Im Zuge der Islamischen Revolution wurde der Zolfaghar-Orden 1979 abgeschafft, um geschichtliche Spuren des Kaiserreiches Persien zu beseitigen. 2019 erhielt Generalmajor Qasem Soleimani erstmals wieder die Auszeichnung.

## Insignien

Ordensband der Islamischen Republik Iran

Ordensband des Kaiserreichs

Der ursprüngliche Orden bestand aus einem emaillierten fünfzackigen Stern, mit einer Inschrift, die den Imam Ali auf einer roten Erhöhung in der Mitte darstellt, aufmontiert über zwei gekreuzten, gebogenen Zolfaghar-Schwertern und einem Sonnenstrahl.
Der ursprüngliche Orden wurde in drei Klassen verliehen:
- 1. Klasse: getragen mit einem Abzeichen und einer Schärpe
- 2. Klasse: als Kollane getragen
- 3. Klasse: als Medaille getragen.

Der Orden der Islamischen Republik ist größer, schlichter und stilisierter. Er besteht aus einem goldenen achtstrahligen Stern innerhalb eines silbernen achtstrahligen Sterns; stilisierte Inschriften auf den Sternen sorgen für Dekoration und Kontrast.

## Träger des Ordens
Kaiserreich Persien
- Ahmad Amir-Ahmadi (1884–1974), Generalleutnant, Minister und Senator im Iran
- Abdollah Tahmasbi (1881–1928), Generalmajor
- Karim Buzarjomehri
- Fazlollah Zahedi (1897–1963), General, Politiker und Ministerpräsident

Islamische Republik Iran
- Qasem Soleimani[2] (1957–2020), Generalmajor